# Maria Mittet

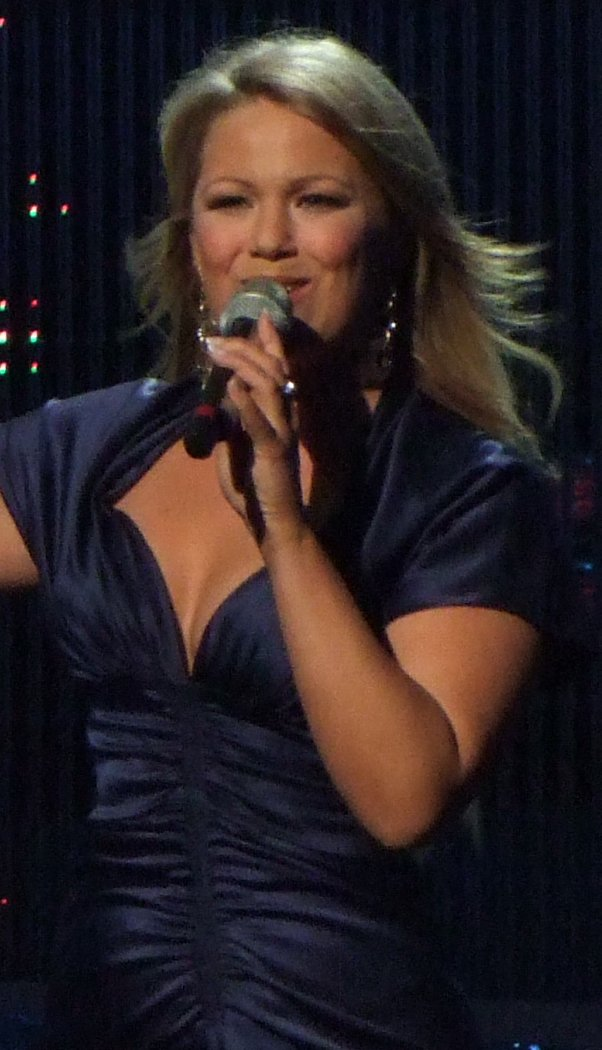
Maria Haukaas Storeng

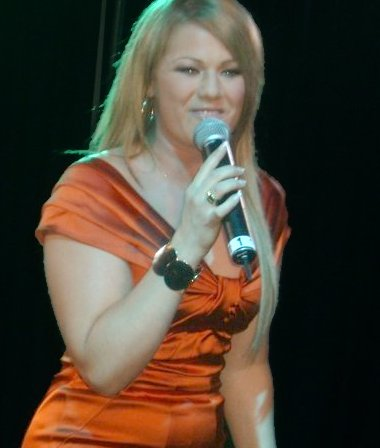
Maria Haukaas Storeng

Maria Haukaas Mittet (Maria Haukaas Storeng, Senja , 3 de Agosto de 1979) é uma cantora norueguesa. Ficou famosa pela sua participação no programa televisivo Idol e por ter representado a Noruega com a música Hold on Be Strong no Festival da Eurovisão em 2008.

## Biografia
Maria cresceu em Senja, no condado de Troms, Noruega. Aos 11 anos de idade, fez o seu primeiro músical,Annie no papel-titulo(versão Norueguesa).
Maria e a sua família moveram-se para Oslo para o seu músical, e quando este acabou, moveram-se outra vez para Senja.
Ela entrou em vários musicais, em Troms e em oslo.
Aos 24 anos ela fez parte dos Idols (programa televisivo) em 2004 e acabou em 6ºlugar. 
Ela lançou o seu álbum a solo em 2005, e ficou em 13ºlugar nos Álbuns Noruegueses. O single Breathing ficou em 5ºlugar e ganhou um certificado de ouro na Noruega, enquanto Should've ficou em 20ºlugar. 
Maria é a norueguesa que representou a Noruega no Festival da Eurovisão em 2008 com a música Hold on Be Strong escrita por Mira Craig. A música ficou em 1ºlugar nos iTunes Noruegueses. Em 12 de Fevereiro de 2008, a música ficou em 5ºlugar nos singles noruegueses, e subiu para o 1ºlugar em 19 de Fevereiro de 2009, 7 dias após.